# Hermann Max Hilgenberg
Hermann Max Hilgenberg (* 10. Mai 1876 in Cassel; † 20. November 1962 in Zwickau) war ein deutscher Bergingenieur und Gauführer des Wehrverbandes Stahlhelm, Bund der Frontsoldaten in Sachsen.

## Leben und Wirken
Nach dem Schulbesuch in Kassel nahm Hilgenberg 1898 ein Bergbaustudium an der Bergakademie Clausthal auf. Noch im gleichen Jahr wechselte er an die sächsische Bergakademie Freiberg, die er 1904 als Diplom-Bergingenieur abschloss. 1906 wurde er Bergreferendar und erhielt im folgenden Jahr eine Anstellung in Oelsnitz/Erzgeb. 1910 wurde er zum Bergassessor befördert. In Zwickau fand er 1911 eine neue Heimat, in der er mehr als 50 Jahre lebte. Hier wurde er zum Bergrat befördert und wurde 1921 Direktor der Bergschule Zwickau. Diese wurde 1934 wie alle deutschen Bergschulen dem Reichswissenschaftsministerium unterstellt und dadurch Hilgenberg zum Regierungs-Bergrat. Im März 1937 wurde ihm die Leitung und Oberaufsicht der bergmännischen Berufserziehung im sächsischen Steinkohlenrevier übertragen.
Hilgenberg war Mitglied des Stahlhelms, Bund der Frontsoldaten und wurde zu dessen Gauführer in Sachsen noch vor der „Machtergreifung“ der Nationalsozialisten ernannt. Unmittelbar danach, Anfang Februar 1933 organisierte er gemeinsam mit der SA einen großen Fackelzug durch Zwickau zu Ehren von Adolf Hitler. In einer Rede verkündete er, dass der Stahlhelm der neuen Regierung unter Hitler in unverbrüchlicher Treue folgen werde.
1941 erfolgte die Ablösung Hilgenbergs als Bergschuldirektor. Im Anschluss war er als Lagerleiter für das Werk Horch der Auto Union AG in Zwickau tätig. Gegen Ende des Zweiten Weltkrieges setzte er sich endgültig zur Ruhe und starb 1962.